# George Nicolls
George Nicolls (1884-11 mai 1942) est un homme politique et avocat irlandais. 

## Carrière
À la veille de l'Insurrection de Pâques de 1916, un plan rebelle pour la ville de Galway est préparé au domicile de Nicolls, au 2 University Road. Il est arrêté à Galway le mardi de Pâques avant que les volontaires irlandais locaux puissent être mobilisés. Il passe la majeure partie de la période 1916 à 1921 en prison en Angleterre.
Il est élu pour la première fois sans opposition aux élections de 1921 pour la circonscription de Galway en tant que député Sinn Féin au 2e Dáil alors qu'il est encore emprisonné. En janvier 1922, il est nommé ministre adjoint de l'Intérieur du gouvernement du 2e Dáil.
À la suite du traité anglo-irlandais, il se range du côté de Michael Collins et vote en sa faveur. Il est réélu aux élections générales de 1922 en tant que député pro-Traité du Sinn Féin. Aux élections générales de 1923, il est réélu sous l'étiquette Cumann na nGaedheal. Au 4e Dáil, il est nommé secrétaire parlementaire du ministre de la Défense et sert de janvier 1925 à mai 1927. Il ne se présente pas aux élections générales de juin 1927.
Nicolls se marie à Dublin en décembre 1914 avec Margaret MacHugh.